# Orenaia rupestralis
Orenaia rupestralis là một loài bướm đêm trong họ Crambidae.